# Maksym Zvonov
Maksym Zvonov (Pustozvonov jusqu'en 2020), en ukrainien : Максим Звонов, né le 16 avril 1987 à Bila Tserkva, dans la République socialiste soviétique d'Ukraine, est un joueur ukrainien de basket-ball. Il joue au poste d'arrière.